# Ipomoea tacambarensis
Ipomoea tacambarensis es una especie fanerógama de la familia Convolvulaceae.

## Clasificación y descripción de la especie
Planta herbácea, erecta, tuberosa, perenne; tallo ramificado, anguloso, hueco; hoja grande, oblongo-ovada a anchamente elíptica, de (10)16 a 30(35) cm de largo, de (5)12 a 24 cm de ancho, ápice redondeado a obtuso; inflorescencias con 3 a 15 flores; sépalos iguales o apenas subiguales, oblongo-ovados, de (13)15 a 17 mm de largo, escariosos; corola con forme de embudo (infundibuliforme), de 7 a 9 cm de largo, de color rojo vino o azul-purpúreo; el fruto es una cápsula subglobosa a anchamente ovoide, de 8 a 11 mm de largo, bilocular, con 4 semillas elipsoides, de 5 a 8 mm de largo, diminutamente pubescentes.

## Distribución de la especie
Especie endémica del sur de México, se distribuye en las regiones de la Depresión del Balsas y de la Faja Volcánica Transmexicana, en los estados de Michoacán y Oaxaca.

## Ambiente terrestre
Se desarrolla en zonas perturbadas transicionales entre el bosque tropical caducifolio y el encinar, se le ha registrado en altitudes que oscilan entre 1500 y 1950 m s.n.m. Florece entre agosto y septiembre.

## Estado de conservación
No se encuentra bajo ningún estatus de protección.